# Agence de la consommation en matière financière du Canada
L'Agence de la consommation en matière financière du Canada (ACFC) (en anglais : Financial Consumer Agency of Canada ou FCAC) est l'organisme du gouvernement fédéral chargé de protéger les consommateurs de produits et de services financiers. Il s'agit d'un organisme de réglementation indépendant qui supervise les banques et d'autres entités sous réglementation fédérale afin de les amener à respecter leurs obligations légales, leurs codes de conduite et leurs engagements publics. L'Agence informe les Canadiens de leurs droits et responsabilités lorsqu'ils traitent avec les institutions financières, comme le droit d'ouvrir un compte bancaire personnel. L'Agence collabore également avec des organisations afin d'élaborer des ressources et des outils pour aider les consommateurs à prendre des décisions financières éclairées et à renforcer leur mieux-être financier.

## Historique
L'Agence a été créée en 2001 par le gouvernement fédéral, pour renforcer la surveillance des questions de consommation et diversifier les activités d'éducation du consommateur dans le secteur financier.
La création de l'ACFC est l'une des initiatives prises à la suite d'une longue période d'étude et de consultations publiques sur la réforme du secteur financier.
En décembre 1996, le gouvernement du Canada met sur pied le Groupe de travail sur l'avenir du secteur des services financiers canadien, l'une des nombreuses initiatives prises à la suite d'un débat et d'une consultation approfondis sur la réforme du secteur financier.
En septembre 1998, le Groupe de travail remet au gouvernement son rapport intitulé Changement, défis et possibilités (le Rapport MacKay). Le Groupe de travail conclut, notamment, que « [l]e cadre actuel de protection du consommateur ne contribue pas à réduire aussi efficacement que cela serait souhaitable le déséquilibre qui existe entre les institutions et les consommateurs sur le plan de l'information et du pouvoir de négociation ». Deux comités parlementaires examinent le rapport du Groupe de travail, tiennent des consultations publiques à l'échelle du pays et présentent leurs propres recommandations.
Ce processus donne lieu à un vaste consensus quant aux moyens à prendre pour améliorer le secteur financier. En juin 1999, le gouvernement publie un document stratégique dans lequel sont énoncées 57 mesures de réforme. On y propose notamment de mettre sur pied une agence de la consommation en matière financière chargée de surveiller les intérêts des consommateurs et de renforcer leur protection. Les dispositions législatives régissant la mise en œuvre des réformes sont adoptées le 14 juin 2001.
L'Agence de la consommation en matière financière du Canada voit donc le jour en 2001, sous le régime de la Loi sur l'Agence de la consommation en matière financière du Canada.
Au cours de sa première année d'existence, l'ACFC crée un site Web et un centre d'appels pour permettre aux consommateurs de déposer des plaintes et de poser des questions sur leurs droits et responsabilités en matière de produits et de services financiers.
En 2007, le gouvernement du Canada élargit officiellement le mandat de l'ACFC pour y inclure la littératie financière.
En 2009, une nouvelle loi fédérale habilite l'ACFC à surveiller les exploitants de réseaux de cartes de paiement.
En août 2010, le Code de conduite destiné à l'industrie canadienne des cartes de crédit et de débit entre en vigueur. L'ACFC crée sa Direction générale de la recherche dans le cadre de son mandat élargi.
Le 11 juillet 2010, les modifications apportées à la Loi sur l'Agence de la consommation en matière financière du Canada viennent élargir davantage le rôle de l'ACFC dans quatre domaines :
1. Capacité accrue de recherche, d'essais sur le terrain et de mobilisation des intervenants afin de fournir de l'information au gouvernement sur les tendances de la consommation en matière financière et les nouveaux enjeux;
2. Rôle de sensibilisation accru des consommateurs à toutes les questions liées à la protection des consommateurs de produits et de services financiers;
3. Surveillance de la mise en place de la Loi sur les réseaux de cartes de paiement (LRCP) et des règlements connexes;
4. Sensibilisation du public à l'égard de la LRCP et du Code de conduite destiné à l'industrie canadienne des cartes de crédit et de débit.

À la suite des modifications apportées à la Loi sur les banques en 2010, relativement aux coopératives de crédit sous réglementation fédérale, l'ACFC est chargée de surveiller la conformité des coopératives de crédit aux lois et aux règlements applicables.
Novembre 2011 est le premier mois de la littératie financière. L'ACFC, de concert avec un groupe d'organisations communautaires qui s'appelle le Groupe d'action sur la littératie financière (GALF), organise des ateliers et d'autres événements à l'échelle du Canada pour faire la promotion de la littératie financière auprès des consommateurs.
En mars 2012, le Parlement du Canada désigne officiellement novembre comme le mois de la littératie financière au Canada.
En décembre 2018, le gouvernement du Canada adopte une loi visant à moderniser le Cadre de protection des consommateurs de produits financiers du Canada, à renforcer le mandat de l'ACFC et à lui accorder des pouvoirs supplémentaires. La Loi sur l'Agence de la consommation en matière financière du Canada décrit les fonctions de l'ACFC, ainsi que ses pouvoirs d'administration et d'application, et énumère les articles des lois et règlements fédéraux sous sa supervision.

## Mandat
L'ACFC remplit un double mandat, énoncé dans la Loi sur l'Agence de la consommation en matière financière du Canada. Voici, dans les grandes lignes, les deux volets de son mandat :
- assurer et surveiller la conformité du secteur financier aux lois et aux règlements fédéraux, ainsi qu'aux codes de conduite et aux engagements publics;
- améliorer la littératie financière des consommateurs en les informant au sujet de leurs droits et responsabilités lorsqu'ils traitent avec des entités financières et des exploitants de réseaux de cartes de paiement.

Aux termes de son mandat en matière de conformité, l'ACFC exerce les fonctions suivantes :
- veiller à ce que les pratiques des entités financières sous réglementation fédérale soient conformes aux lois et à la réglementation fédérales;
- encourager les entités financières sous réglementation fédérale à adopter des politiques et des procédures conçues pour assurer le respect des lois, des règlements, des codes de conduite et des engagements publics;
- surveiller la conformité des entités financières sous réglementation fédérale aux codes de conduite et à leurs propres engagements publics.

Aux termes de son mandat lié à la littératie financière, l'ACFC exerce les fonctions suivantes :
aider les consommateurs à mieux comprendre les produits et les services financiers, ainsi que leurs droits et responsabilités lorsqu'ils traitent avec des institutions financières; 
- fournir des outils et des ressources aux Canadiens pour les aider à comprendre et à gérer leurs finances;
- suivre de près et évaluer les tendances et les nouveaux enjeux susceptibles d'avoir une incidence sur les consommateurs de produits et de services financiers;
- élaborer des programmes éducatifs et des ateliers, en collaboration avec des organisations de partout au pays, pour aider les Canadiens à gérer leurs finances et à prendre des décisions financières éclairées.

### Champ d'action
L'ACFC surveille les institutions financières et les organismes externes de traitement des plaintes qui sont assujettis aux lois fédérales. Ces entités comprennent toutes les banques ainsi que les sociétés d'assurances, de fiducie et de prêt, les associations de détail, les coopératives de crédit fédérales et les organismes externes de traitement des plaintes constitués ou enregistrés sous le régime d'une loi fédérale. L'ACFC surveille également les exploitants de réseaux de cartes de paiement pour déterminer s'ils se conforment aux dispositions de la Loi sur les réseaux de cartes de paiement.
L'ACFC ne réglemente pas les bureaux de représentation de banques étrangères, les sociétés de secours mutuel ou les associations coopératives de crédit.
La liste complète des institutions financières sous réglementation fédérale peut être obtenue auprès du Bureau du surintendant des institutions financières.
En tant qu'organisme de réglementation, l'ACFC peut exercer ses pouvoirs en matière d'application de la loi afin de s'assurer que les entités financières sous réglementation fédérale se conforment aux dispositions visant les consommateurs énoncées dans diverses lois fédérales relatives aux services financiers, dont les suivantes :
- la Loi sur les banques[5]
- la Loi sur les sociétés d'assurances5
- la Loi sur les sociétés de fiducie et de prêt6
- la Loi sur les associations coopératives de crédit[6]
- la Loi sur l'association personnalisée le Bouclier vert du Canada1
- la Loi sur les réseaux de cartes de paiement[4]
- la Loi sur l'Agence de la consommation en matière financière du Canada[3]

En cas de contravention ou de non-respect de la loi, l'ACFC avise l'entité financière sous réglementation fédérale qu'elle est en défaut. Selon la gravité et la fréquence du problème, l'Agence peut :
- demander à l'entité financière de s'engager à remédier rapidement à la situation;
- imposer une amende;
- imposer une sanction pénale;
- prendre d'autres mesures, au besoin.

### Missions spécifiques

#### Surveillance et mise en application
Conformément au volet de surveillance et mise en application de son mandat, l'Agence enquête sur des cas de non-conformité aux mesures de protection des consommateurs énoncées dans les lois canadiennes. L'ACFC repère les cas éventuels de non-conformité au moyen des plaintes des consommateurs, ainsi que des demandes de renseignements et des enquêtes de ses agents. La commissaire de l'Agence peut imposer diverses sanctions aux institutions qui ont effectivement violé les mesures de protection des consommateurs, notamment des sanctions pécuniaires et la publication du nom des institutions ayant commis une violation.
La commissaire de l'ACFC rend compte au Parlement chaque année en présentant une évaluation de la conformité des institutions financières sous réglementation fédérale aux lois applicables.

#### Éducation et littératie financière
Aux termes de son mandat d'éducation des consommateurs, l'ACFC produit des publications et des ressources en rapport avec la compréhension et la gestion des finances personnelles et des produits et services financiers. Sur le site Web Canada.ca/argent, de l'ACFC met à la disposition des consommateurs plusieurs ressources sur différents sujets financiers, ainsi que des outils interactifs (Canada.ca/outils-financiers) qui peuvent aider les consommateurs à trouver des services et des produits financiers répondant à leurs besoins, dont un planificateur budgétaire, une calculatrice hypothécaire et une calculatrice d'objectifs financiers. L'ACFC conçoit également des infographies et des vidéos pour aider les consommateurs à renforcer leur littératie financière, lesquelles peuvent être suivies et partagées sur Twitter, Instagram, Facebook, LinkedIn et YouTube.
L'ACFC offre divers programmes d'éducation financière destinés à un large éventail de groupes d'âge, notamment des ateliers financiers et des vidéos d'apprentissage en ligne pour les jeunes adultes, un atelier visant à améliorer la compréhension des dossiers de crédit et des programmes d'apprentissage pour aider les adultes à gérer leurs finances personnelles.
L'ACFC offre également une ressource en ligne gratuite, Le mieux-être financier en milieu de travail (Canada.ca/le mieux-être financier), qui fournit aux employeurs canadiens les stratégies, les outils et les ressources dont ils ont besoin pour élaborer et mettre en œuvre un programme de mieux-être financier dans leur milieu de travail, y compris une section spécialement conçue pour les employés.

## Organisation
L'ACFC est dirigé par un commissaire nommé pour une période de cinq ans. Le commissaire rend compte chaque année au Parlement du Canada, par l'entremise du ministre des Finances, des activités de l'Agence et du rendement des institutions financières du point de vue de la conformité aux mesures relatives à la protection des consommateurs.
Plusieurs commissaires se sont succédé à la tête de l'agence depuis sa création :
- Le premier commissaire a été William G. Knight, ancien cadre supérieur et député à la Chambre des Communes du Canada. Son mandat à l'ACFC a pris fin en 2006.
- Ursula Menke a été nommée au poste de commissaire en décembre 2007. À son arrivée en poste, Mme Menke comptait plus de 30 années d'expérience des affaires financières et juridiques, tant dans les secteurs public que privé, notamment auprès du Bureau du Conseil privé, du ministère des Finances et de la Metropolitain Life Insurance Company, compagnie d'assurance vie.
- Lucie Tedesco a été nommée commissaire le 4 septembre 2013. Avant cette nomination, elle occupait le poste de commissaire adjoint depuis juin 2008. Elle s'est jointe à l'Agence après avoir été vice-présidente responsable des opérations d'assurance et de prêt, et vice-présidente responsable de la stratégie et de la planification à Exportation et développement Canada.
- Judith Robertson a été nommée à la tête de l'ACFC le 19 août 2019 pour cinq ans. Mme Robertson compte près de 30 ans d'expérience dans les secteurs privé et public. Plus récemment, elle a été commissaire de la Commission des valeurs mobilières de l'Ontario et membre du conseil d'administration de l'Autorité ontarienne de réglementation des services financiers, avant d'assumer le rôle de commissaire à l'Agence de la consommation en matière financière du Canada.

#### Lois et règlements
- Loi sur l'Agence de la consommation en matière financière du Canada, LC 2001, ch. 9  (lire en ligne, consulté le 15 octobre 2024)
- Loi sur les réseaux de cartes de paiement, LC 2010, ch. 12, art. 1834  (lire en ligne, consulté le 15 octobre 2024)